# Shanghaï Express (film, 1986)
Shanghaï Express (Foo gwai lit che / The Millionaires' Express) est un film hongkongais de Sammo Hung sorti en 1986.

## Synopsis
Dans les années 1920, la Chine est mise à sac par des hordes de mercenaires à la botte des seigneurs de la guerre. Ching, un aventurier, se lance à la recherche d'une carte au trésor transportée dans le Millionaires' Express, un train pour personnes aisées. Mais la carte est également convoitée par des hors-la-loi chinois, des sabreurs japonais et de féroces occidentaux...

## Fiche technique
- Titre français : Shanghaï Express
- Titre original : 富貴列車 (Foo gwai lit che) / The Millionaires' Express
- Réalisation : Sammo Hung
- Scénario : Sammo Hung
- Pays d'origine : Hong Kong
- Format : Couleur
- Genre : Comédie d'action
- Durée : 108 minutes
- Date de sortie : 
  - Hong Kong : 30 janvier 1986

## Distribution
- Sammo Hung : Fong-Tin Ching
- Rosamund Kwan : Chi
- Yuen Biao : Tsao Cheuk Kin
- Olivia Cheng : Siu-Hon
- Emily Chu : Bo
- Richard Ng : Han
- Kenny Bee : Fook Loi
- Richard Norton : un bandit
- Cynthia Rothrock : un bandit
- Yuen Wah : officier de sécurité
- Bolo Yeung : caméo
- Wu Ma : officier de sécurité
- Paul Chang Chung : chef des bandits
- Yukari Ōshima : une ninja
- Dick Wei